# Valter Bielli
Valter Bielli (Verghereto, 20 maggio 1949) è un politico italiano.

## Biografia
Nato il 20 maggio 1949 a Verghereto, in provincia di Forlì-Cesena, già esponente del Partito Comunista Italiano, contrario alla svolta della Bolognina, nel 1991 contribuì alla fondazione del Partito della Rifondazione Comunista.
Alle elezioni politiche del 1994 viene candidato alla Camera dei deputatinel collegio uninominale di Faenza, sostenuto dalla coalizione di centro-sinistra Alleanza dei Progressisti in quota PRC, dove viene eletto deputato con il 43,64% dei voti contro i candidati del Polo delle Libertà Corrado Metri (25,23%), di Alleanza Nazionale Bruno Cantagalli (9,21%), del Patto per l'Italia Gianluigi Spada (21,10%) e Maria Teresa Ravaioli (3,82%). Nella XII legislatura è stato componente della 1ª Commissione Affari costituzionali e della Commissione parlamentare per le questioni regionali.
Nel 1995 diventa componente dell’Ufficio di Presidenza della Camera dei deputati in qualità di Segretario. Nello stesso anno a giugno abbandona il PRC con la scissione del Movimento dei Comunisti Unitari, aderendo al Gruppo misto.
Rieletto nel 1996 con il Partito Democratico della Sinistra, è deputato della XIII Legislatura.
Alle politiche del 2001 viene ricandidato nel collegio uninominale di Savignano sul Rubicone alla Camera, sostenuto di nuovo da L'Ulivo in quota DS, e viene di nuovo rieletto con il 54,84% dei voti contro il candidato della Casa delle Libertà Giancarlo Valenti (40,99%) e di Democrazia Europea Candido Bucci (4,17%). Nella XIV legislatura fa parte del gruppo dei Democratici di Sinistra. Termina il suo incarico parlamentare nel 2006.
Attualmente è presidente del Comitato Scientifico del Centro Studi Strategici Internazionali (Cesint), che pubblica la rivista Intelligence - strategie per la sicurezza.

### Attività nella Commissione Stragi
A gennaio 2002, mentre era membro della Commissione bicamerale su stragi e terrorismo, trasmise un rapporto alla Procura di Roma nel quale era documentato che dal 1973 al 1993 il SISDE aveva gestito un immobile ubicato all'angolo fra via dei Funari e via Caetani a Roma, all'ultimo piano del palazzo Antici-Mattei. L'immobile era stato utilizzato come base logistica durante il sequestro Moro.